# Coprosma savaiiensis
Coprosma savaiiensis är en måreväxtart som beskrevs av Karl Rechinger. Coprosma savaiiensis ingår i släktet Coprosma och familjen måreväxter.
Artens utbredningsområde är Samoa. Inga underarter finns listade i Catalogue of Life.